# Atomosia
Atomosia är ett släkte av tvåvingar. Atomosia ingår i familjen rovflugor.

## Dottertaxa tillAtomosia, i alfabetisk ordning[1]
- Atomosia affinis
- Atomosia anacaona
- Atomosia andrenoides
- Atomosia anonyma
- Atomosia appendiculata
- Atomosia argyrophora
- Atomosia arkansensis
- Atomosia armata
- Atomosia barbiellinii
- Atomosia beckeri
- Atomosia bequaerti
- Atomosia bigoti
- Atomosia brevicornis
- Atomosia cerverai
- Atomosia ciguaya
- Atomosia coxalis
- Atomosia cyanescens
- Atomosia danforthi
- Atomosia fredericom
- Atomosia frontalis
- Atomosia geniculata
- Atomosia glabrata
- Atomosia hondurana
- Atomosia jagua
- Atomosia jimagua
- Atomosia limbata
- Atomosia limbiventris
- Atomosia lineata
- Atomosia macquarti
- Atomosia maestrae
- Atomosia melanopogon
- Atomosia metallescens
- Atomosia metallica
- Atomosia modesta
- Atomosia mucida
- Atomosia nigroaenea
- Atomosia nuda
- Atomosia panamensis
- Atomosia parva
- Atomosia pilipes
- Atomosia pubescens
- Atomosia puella
- Atomosia punctifera
- Atomosia pusilla
- Atomosia rica
- Atomosia rosalesi
- Atomosia rufipes
- Atomosia sayii
- Atomosia scoriacea
- Atomosia selene
- Atomosia sericans
- Atomosia setosa
- Atomosia similis
- Atomosia tenus
- Atomosia tibialis
- Atomosia unicolor
- Atomosia venustula
- Atomosia xanthopus
- Atomosia yurabia